# 高温津贴
高温津贴是中华人民共和国2012年开始根据特定职业所发放的补贴，与之相对应的是低温津贴。

## 历史
21世纪初期，大批农民工进入城市。用人单位为了利益最大化，强迫农民工加班加点工作，并且没有做好防暑降温的管理工作，导致一些农民工被热死。
2012年6月，中华人民共和国人力资源和社会保障部等4部门制定了《防暑降温措施管理办法》，规定了具体的高温津贴制度。领取高温补贴的条件为：用人单位安排劳动者在高温天气下（日最高气温达到35℃以上）露天工作以及不能采取有效措施将工作场所温度降低到33℃以下的，应当向劳动者支付高温补贴。

## 发放情况
高温补贴的发放标准，由各省或直辖市制定执行，目前最高的标准为300元/月，6，7，8，9月适用，最低标准为180元每月。
高温津贴有的被克扣，有的标准多年不变。监管部门虽年年重申，但一些劳动者偏偏拿不到。而劳动者维权意识不强加之维权成本过高，使得一些企业有恃无恐。